# Herbier du Québec
 (août 2022).
 (août 2022).
Le site Herbier du Québec est un projet d'édition électronique visant à rendre accessible par Internet une partie des collections de spécimens de référence. Le site compte près de 200 000 spécimens de végétaux provenant de la flore québécoise, un bon nombre d'entre eux sont présentés dans ce site et d’autres s’ajouteront au fil du temps.

Une partie des spécimens de l’herbier du Musée de la province, récoltés en 1958 par Pierre Masson se retrouvent en 1971, au moment de l’ouverture du Complexe scientifique du gouvernement du Québec dans l'Herbier du Québec.